# Endomychobius endomychi
Endomychobius endomychi är en stekelart som först beskrevs av Walker 1836.  Endomychobius endomychi ingår i släktet Endomychobius och familjen puppglanssteklar. Arten är reproducerande i Sverige. Inga underarter finns listade i Catalogue of Life.